# サミュエル・ピーター
サミュエル・ピーター（Samuel Peter、男性、1980年9月6日 - ）は、ナイジェリアのプロボクサー。元WBC世界ヘビー級王者。ヘビー級選手の中でも強打を誇り、一発当てれば相手が倒れるといった試合を展開する。また、2000年にはシドニーオリンピックにナイジェリアのスーパーヘビー級代表として出場している。「The Nigerian Nightmare（ナイジェリアの悪夢）」の異名を持つ。現在はネバダ州ラスベガス在住。
レノックス・ルイス、ウラジミール・クリチコの出現によりヘビー級もテクニックの重要性が増してきたが、その逆を行く選手。このことから浜田剛史は彼を評する際必ずといっていいほど「30年前の選手がそのまま出てきたようなもの」とコメントしている。

## 来歴

### アマチュア時代
11歳の頃からボクシングを始め、その恵まれた体格を活かし、ナイジェリア国内のヘビー級アマチュアチャンピオンになり、シドニーオリンピックのナイジェリア代表に選抜され出場する。準々決勝で敗れはしたが、その活躍からプロボクシング転向の機会を掴んだ。アマチュア時代の戦績は18勝2敗である。

### プロ時代
オリンピック出場後の2001年2月6日、カザフスタンでプロデビューした。
その後、アメリカを主戦場に連勝を続け2003年3月7日、WBC世界ヘビー級ユース王座を獲得した。
2004年12月4日、空位のNABF北米ヘビー級王座を獲得した。
2005年1月22日、USBA全米ヘビー級王座も獲得した。
2005年7月2日、NABA北米ヘビー級王座も獲得し、3つの地域王座を保持した。
ヘビー級のトップ戦線に躍り出たピーターは2005年9月24日、ニュージャージー州でウラジミール・クリチコと対戦。3度ダウンを奪うが、12回判定で敗れ初黒星を喫した。
2006年9月2日、ジェームズ・トニーを12回判定で破り、IBA世界ヘビー級王座とWBC世界ヘビー級王座への挑戦権を獲得した。
2007年1月6日、ジェームズ・トニーとのダイレクトリマッチにも勝利。その後、王者のオレグ・マスカエフとの試合がマスカエフの怪我により延期になった。
2007年9月24日、暫定王者に認定され、2007年10月6日、ジャミール・マクラインを判定で下し初防衛に成功した。
2008年3月8日、メキシコで正規王者オレグ・マスカエフと王座統一戦を行い、6回2分56秒TKO勝ちを収め暫定王座の2度目の防衛と王座統一に成功した。
2008年10月11日、ドイツで約4年ぶりに復帰したビタリ・クリチコの挑戦を受けるが、ワンサイドゲームの末8回終了時棄権で敗れ、王座陥落した。
2009年3月27日、復帰戦でエディー・チェンバースと対戦するも10回0-2で判定負け。
2009年7月25日にメキシコで復帰戦を行い3回KO勝利で復帰戦を飾る。
2010年9月11日、ドイツでIBF・WBO世界ヘビー級統一王者のウラジミール・クリチコに挑戦。約5年ぶりの再戦となったが10回KO負けで再び敗戦となった。
2011年4月2日、復帰戦をハレのゲリー・ウェバー・シュタディオンでロバート・ヘレニウスと対戦するが、9回1分50秒KO負けを喫しWBAインターコンチネンタルヘビー級王座の獲得に失敗、WBOインターコンチネンタルヘビー級王座の獲得にも失敗した。
2014年9月27日、約3年半ぶりの復帰戦をオクラホマシティのOKC・ダウンタウン・エアパークでリカルド・マヨルガとルイス・ラモン・カンパスの懐かしのビッグネームと共にピーターも登場。ロン・オーブレイと対戦、1回2分34秒TKO勝ちでブランク明け対戦を制した。
2016年12月3日、ブルガリアでクブラト・プレフと対戦し、3回終了後にピーターが腕の負傷で棄権して敗れた。

## 獲得タイトル
- WBC世界ヘビー級ユース王座
- USBA全米ヘビー級王座
- NABF北米ヘビー級王座
- NABA北米ヘビー級王座
- IBA世界ヘビー級王座
- 第26代WBC世界ヘビー級王座